# Phthiracarus closteros
Phthiracarus closteros är en kvalsterart som beskrevs av Wojciech Niedbała 2004. Phthiracarus closteros ingår i släktet Phthiracarus och familjen Phthiracaridae. Inga underarter finns listade i Catalogue of Life.